# Austerlitz Sámuel

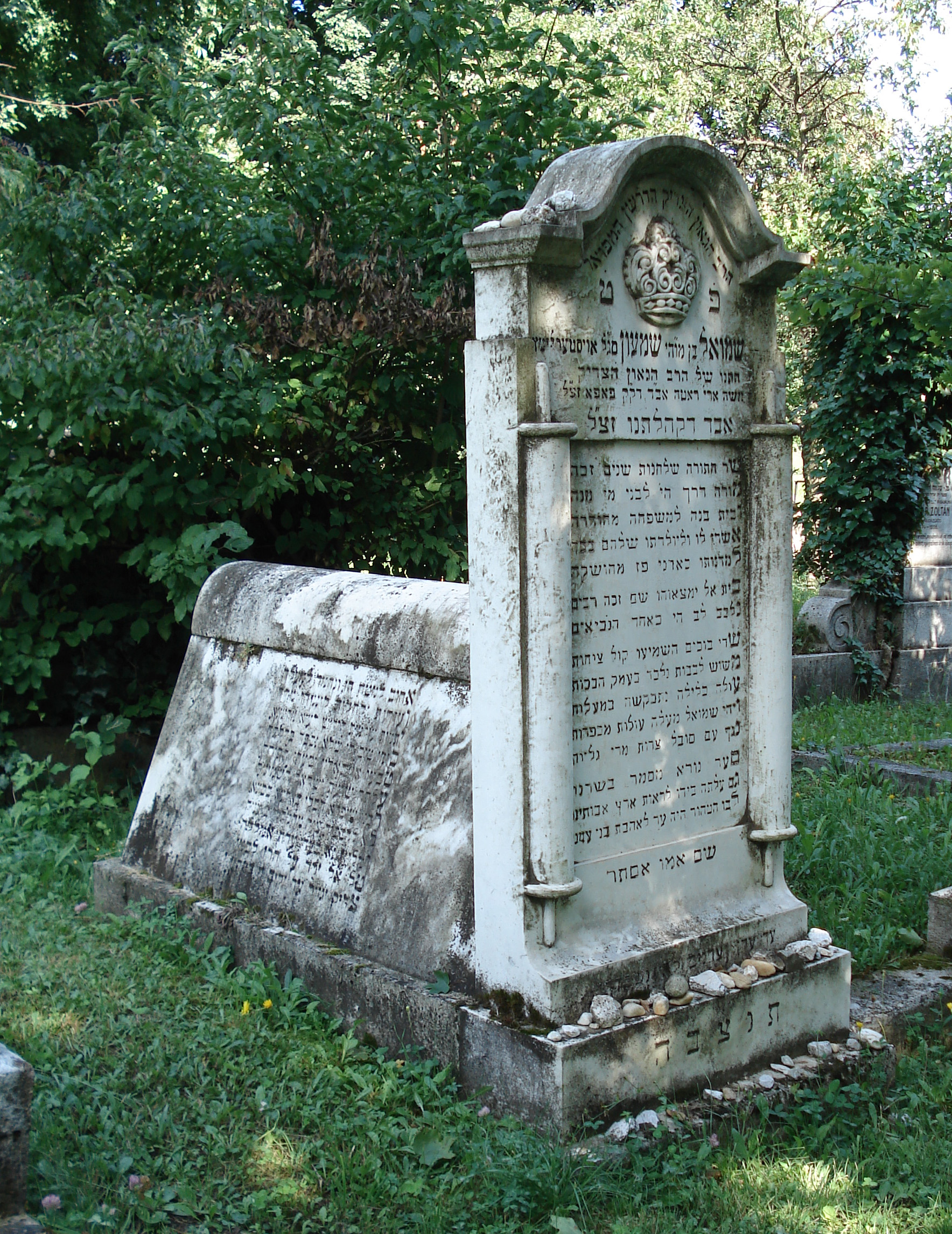
Sírja Miskolcon

Austerlitz Sámuel (Bécs, 1871. december 21. – Miskolc, 1939. szeptember 1.) miskolci ortodox főrabbi.

## Élete
Iskolai tanulmányait Bécsben végezte, több rabbi iskolába (jesivába) is járt. Oklevelét a pozsonyi rabbiképző intézetben szerezte 1892-ben. Ezután Bécsben, Pápán és Somorján működött. 1914-tól a miskolci ortodox hitközség főrabbija volt, Spira Salamont váltotta ebben a tisztségben. Miskolcon ebben az időben a zsidóság száma 11 300 fő volt, és a közösség ötventagú delegációt küldött Füzesabonyba, a fővárosból érkező főrabbi fogadására. 
Nemcsak itthon, de Európa-szerte elismert, nagy tekintélynek örvendő tudósa volt az egyháznak. Kiváló szónokként ismerték, több halachikus munkát szerzett. Tagja volt Miskolc választott képviselőtestületének is.
Sírja a miskolci zsidó temetőben van, szarkofág formájú síremlékén kiterített Tóra tekercs látható.